# Alter Jüdischer Friedhof (Mainz-Bretzenheim)

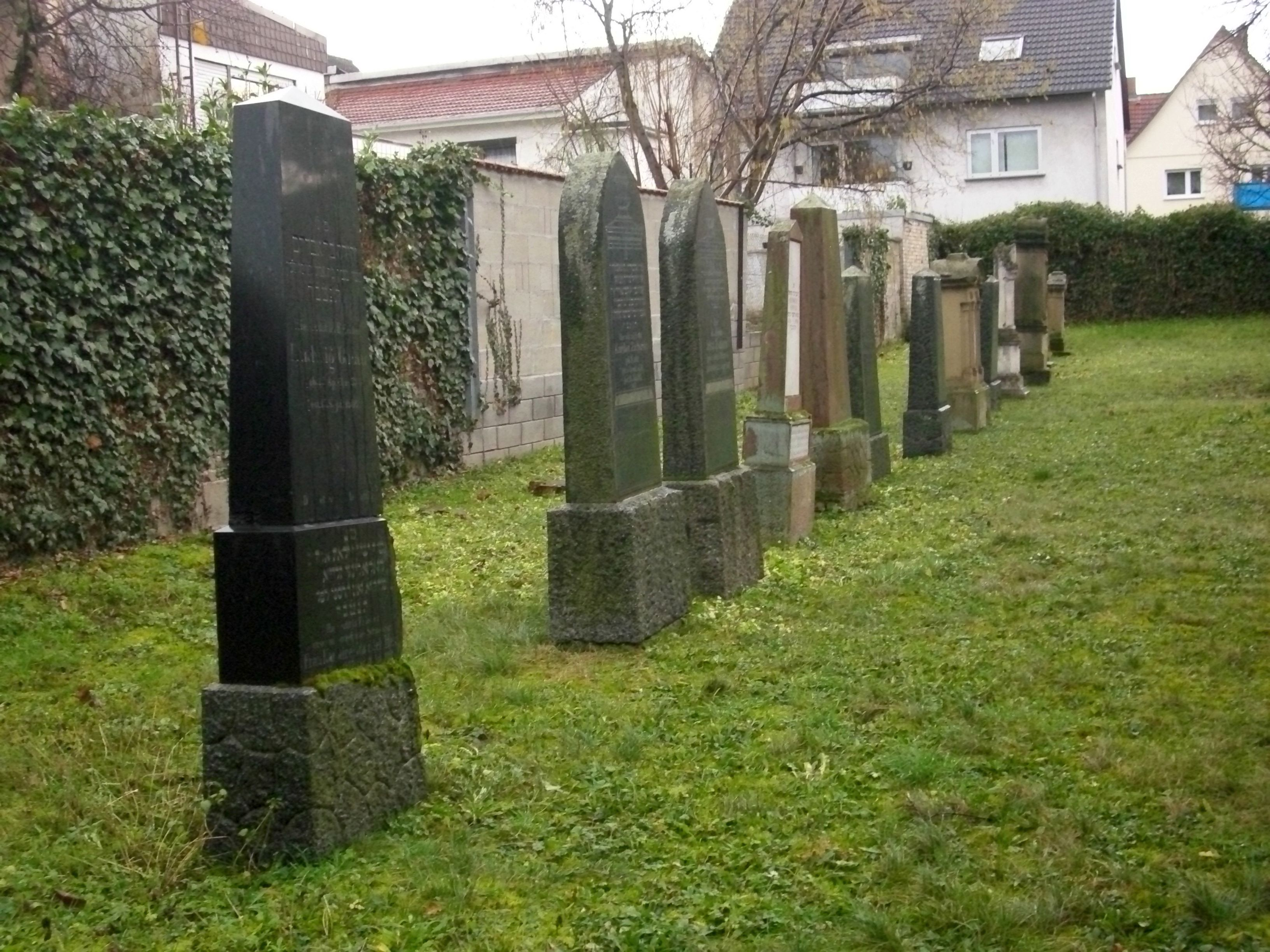
Der alte jüdische Friedhof in Mainz-Bretzenheim (2015)

Der Alte Jüdische Friedhof Mainz-Bretzenheim im Ortsbezirk Mainz-Bretzenheim der rheinland-pfälzischen Landeshauptstadt Mainz ist ein Friedhof und ein geschütztes Kulturdenkmal.
Der jüdische Friedhof an der Dantestraße wurde im Jahr 1883 angelegt. Auf dem Friedhof, der teilweise von einer Backsteinmauer umgeben ist, sind 18 Grabsteine aus den Jahren 1888 bis 1919 erhalten.